# Sedam dana stvaranja (festival)
Sedam dana stvaranja (7ds) međunarodni je umjetnički festival posvećen kulturnoj edukaciji, produkciji promidžbi utemeljen 2004. godine. Prve se je dvije godine održao u Poreču, a 2006. preselio je u Pazin gdje se održava svakoga kolovoza. Festival organiziraju udruge Mali Veliki Čovjek iz Poreča i MIG iz Pule.

### Ideja i koncept festivala
Začetnici festivala su David Belas, Alenka Krivičić Jedrejčić, Klara Galant Ardalić, Toni Erdfeld i Robert Rudan. Odvija se kroz niz radionica, edukativnih sadržaja i izvedbi, kao platforma za zajednički umjetnički rad i stvaralaštvo kroz koju se krajnji produkt prezentira najprije u zajednici u kojoj je nastao a zatim i šire.
Festival funkcionira na tri razine djelovanja kroz petogodišnje tematske cikluse. Prva je razina djelovanja posvećena kulturnoj proizvodnji i realizira se kroz radionice i umjetničku koloniju. Predavanja, okrugli stol i tribine otvorenog tipa čine drugu razinu, odnosno ponudu, dok se na trećoj razini prezentiraju i promoviraju stvorena djela, odnosno video materijali, predstave, izložbe i slično.
Tematski ciklusi nisu obvezujući, ali mogu koristiti kao smjernica u radu sudionika. Prvih pet godina tema festivala bila je "Istra na granici tradicionalnog i suvremenog" (2004. – 2008.). Uslijedio je ciklus "SVEjednoISTRA" (2009. – 2013.) i zatim "Apoteoza prostora mišljenja" (2014. – 2018.).

### Radionice
Radionice se odvijaju kroz sedam dana festivala. Polaznici slobodno pristupaju umjetničkom i stvaralačkom radu, dok voditelji radionica imaju funkciju mentora. Kroz praćenje večernjeg programa koji se sastoji od umjetničkog, edukativnog i zabavnog dijela, kao i interakciju među radionicama, stvara se zajednica u kojoj se produkti radionica prezentiraju posljednjeg dana festivala na multimedijalnom događaju “Upravo stvoreno”. Između ostalog, radionice se bave kazalištem, performansom, fotografijom i glazbom, a jedna od značajnijih je filmska radionica Halitus pod vodstvom Kinokluba Zagreb.

## Vanjske poveznice
- Web stranica festivala Sedam dana stvaranja  Arhivirana inačica izvorne stranice od 10. lipnja 2016. (Wayback Machine)
- Dora Biroš: Sjene od blata i dramaturgija “prihvaćanja rezultata”, Osvrt na 13. festival Sedam dana stvaranja, Zarez, 2016.